# Шандор Кепиро
Шандор Кепиро (мађ. Sándor Képíró; Шаркад, 18. фебруар 1914 — Будимпешта, 3. септембар 2011) је био ратни злочинац, бивши капетан мађарске окупационе жандармерије за вријеме Другог свјетског рата који је осуђен и поново оптужен за учешће у убиствима Срба, Јевреја и Рома током Новосадске рације у јануару 1942. године. Кепиро се налазио на првом мјесту најтраженијих ратних злочинаца Центра Симон Визентал. Оптужен је да је лично одговоран за смрт најмање 35 људи у Новосадској рацији. Кепиро се сумњичи и за учешће у депортацији новосадских Јевреја у концентрациони логор Аушвиц 1944. године.

## Биографија
Шандор Кепиро је као капетан мађарске окупационе жандармерије у јануару 1942. учествовао у убиствима Срба, Јевреја и Рома, за шта га је мађарски војни суд 1944. осудио на 10 година затвора због учешћа у злочину у Новом Саду (Новосадска рација). Када је Њемачка 1944. окупирала Мађарску, фашистички режим га је ослободио. По завршетку Другог свјетског рата Кепиро је побјегао у Аргентину, да би се у Мађарску поново вратио 1996. Према информацијама којима располаже ловац на нацисте Ефраим Зуроф, тужилаштво Мађарске је Кепира у одсуству поново осудило 1946. године.